# 小瓜帽

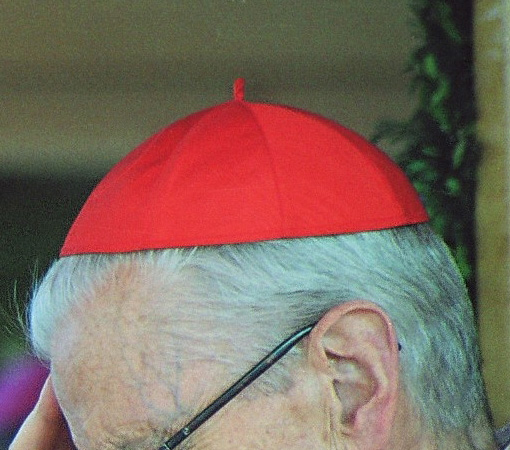
弗朗齊謝克·馬哈爾斯基樞機主教戴小瓜帽

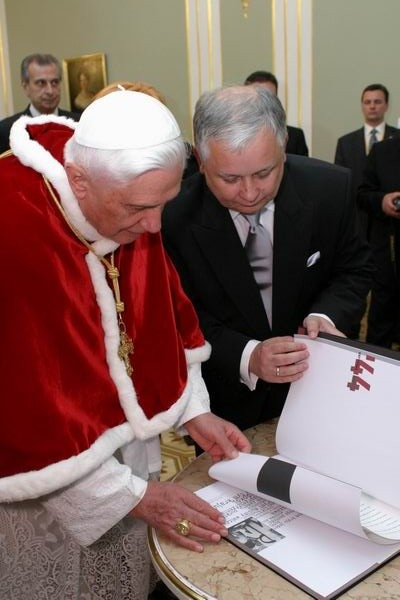
頭戴小瓜帽的教宗本篤十六世 (右為波蘭總統萊赫·卡欽斯基)

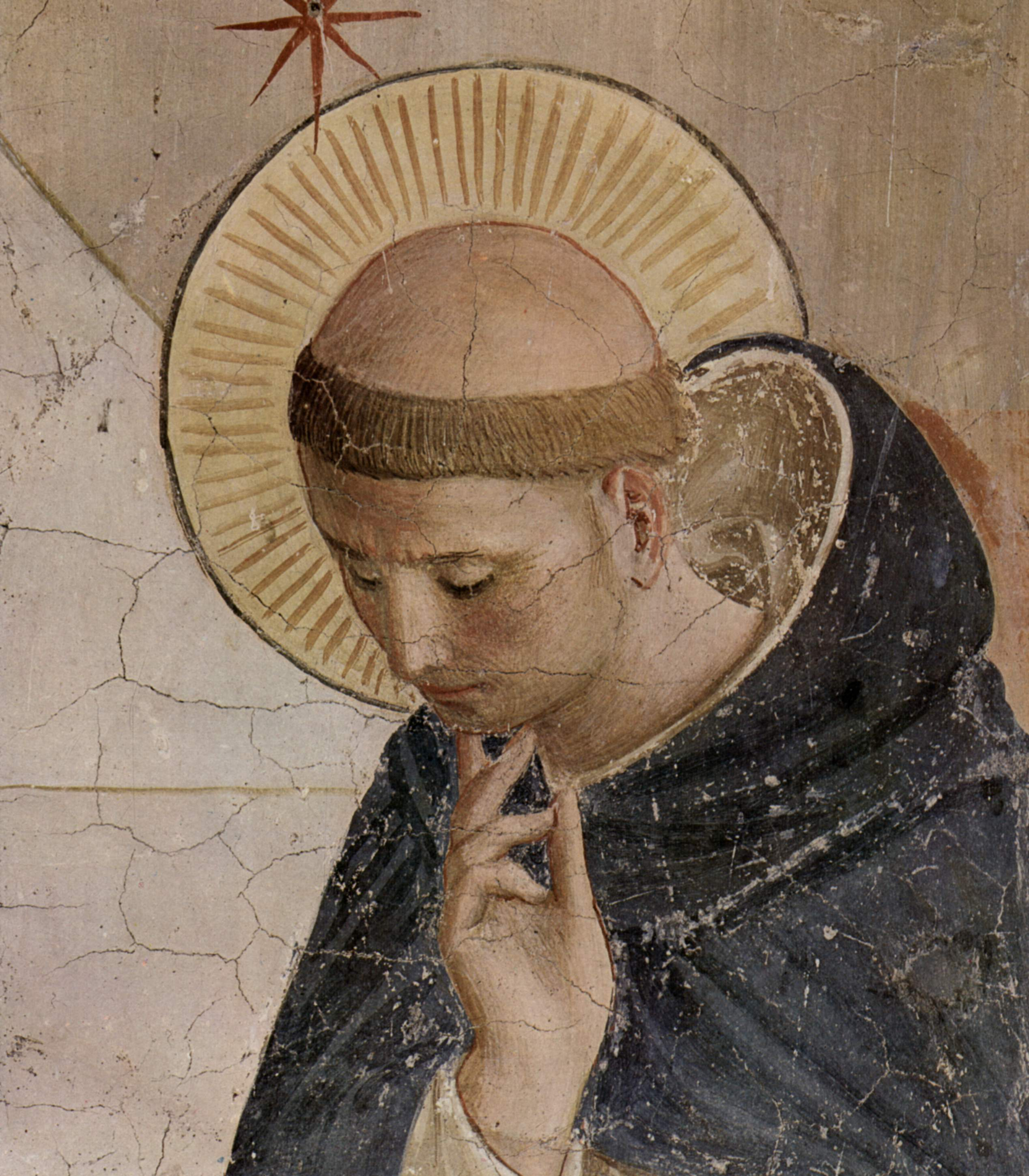
在中古時期神職人員都行剃髮禮，而小瓜帽就是用來保暖的。圖為聖道明。

小瓜帽 （zucchetto，眾數寫法 zucchetti），是天主教和聖公宗高級聖職人員所戴的小圓帽。教宗用白色，樞機用紅色，主教用紫色，總院長、神父用黑色。在彌撒時，具主教以上等級的神職人員都戴著這種帽子，除了在念《感恩經》的時候之外。
是由八片布縫合而成，上加一根帽莖，因形似南瓜而得名。另一種說法是在其功能，以為過去需要削髮的聖職人員的頭保暖。
中世紀時，男性修士必須在頭頂上剃出一個圓圈，是為剃髮禮，故戴小瓜帽以禦寒。1965年第二次梵蒂岡大公會議禮儀改革之後，剃髮禮已取消，小瓜帽則成為了禮儀的帽飾。

## 內部連結
- 卡巴 (頭飾)
- Philippi集品
- 六合一統帽

## 外部連結
- My Kingdom for a Crown: An Around-the-World History of the Skullcap and its Modern Socio-Political Significance
- Pattern: How to Make a Zucchetto （页面存档备份，存于）